# جونیور هویلت
جونیور هویلت (انگلیسی: Junior Hoilett؛ زادهٔ ۵ ژوئن ۱۹۹۰) بازیکن فوتبال اهل کانادا است.
از باشگاه‌هایی که در آن بازی کرده‌است می‌توان به باشگاه فوتبال کویینز پارک رنجرز، باشگاه فوتبال بلکبرن روورز، باشگاه فوتبال پادربورن، و باشگاه فوتبال سن پائولی اشاره کرد.
وی همچنین در تیم ملی فوتبال کانادا بازی کرده‌است.